# シンフォニック・イエス
シンフォニック・イエス (Symphonic Music of Yes)は、イギリスのプログレッシブ・ロックバンド、イエスの曲をオーケストラアレンジした作品である。基本的にはカバー作品だが、イエスのメンバーも3人参加している。
発売は1993年。この数年前からオーケストラによるプログレッシブ・ロックのカバーが、一種の流行として何作か発表されていた。その内、ジェネシスやピンク・フロイドを手がけた元ジェスロ・タルのデヴィッド・パーマーが編曲と指揮を担当している。プロデュースはアラン・パーソンズ。ジャケットのイラストはロジャー・ディーン作。

## 収録曲
1. ラウンドアバウト - "Roundabout" – 6:10
2. 危機 - "Close to the Edge" – 7:39
3. 不思議なお話を - "Wonderous Stories" – 3:52
4. アイヴ・シーン・オール・グッド・ピープル - "I've Seen All Good People" – 3:50
5. ムード・フォー・ア・デイ - "Mood for a Day" – 3:03
6. ロンリー・ハート - "Owner of a Lonely Heart" – 4:43
7. サヴァイヴァル - "Survival" – 4:16
8. 燃える朝やけ - "Heart of the Sunrise" – 7:49
9. スーン - "Soon" – 6:17
10. スターシップ・トゥルーパー - "Starship Trooper" – 7:17

## レコーディング・メンバー
- ジョン・アンダーソン - ボーカル
- スティーヴ・ハウ - ギター、ボーカル、マンドリン他
- ビル・ブルーフォード - ドラムス
- ティム・ハリス - ベース
- デヴィッド・パーマー - ピアノ、シンセ、ヴォコーダー
- キース・ウエスト - バック・ボーカル
- ロンドン・フィルハーモニー管弦楽団
- イギリス室内管弦楽団／ロンドン・コミュニティ・ゴスペル・コーラス
- デヴィッド・パーマー (編曲、指揮)